# قاسم أمين (مسلسل)
مسلسل قاسم أمين مسلسل مصري أنتج عام 2002 مكون من 40 حلقة. يتناول الأحداث التاريخية لحياة المفكر قاسم أمين.

## أحداث المسلسل
يعرض المسلسل الأحداث التاريخية لحياه المفكر قاسم امين الذي اسهم في مشروع النهضة الفكرية في النصف الأول من القرن العشرين، عبر العديد من كتاباته مثل تحرير المرأة والمرأة الجديدة. كان دوما يحث على ضروره خروج المرأة للمجتمع واحتكاكها به وممارسة دورها الحقيقي فيه، وظل يؤكد علي أن تخلف المرأة راجع إلي تقاليد ومبادئ الاستعمار العثماني. تأثر قاسم بفكر كبارالمفكرين والسياسيين أمثال الشيخ محمد عبده وعبد الله النديم وسعد زغلول وقد أثمر مجهوده بتأسيس أول جامعة أهلية لنشر التعليم.

## أبطال المسلسل
| بطولة - كمال أبو رية: قاسم أمين - جمال عبد الناصر: سعد زغلول - توفيق عبد الحميد: الشيخ محمد عبده - ميرنا وليد: سلافا - وسيلة - منال سلامة: الأميرة نازلي - شريف خير الله :فتحى زغلول - أحمد سعيد عبد الغني: حسن يوسف معوض | عائلة قاسم أمين - أحمد خليل: الأب - نادية رشاد: والدة قاسم أمين - ماجدة الخطيب: الجدة - نورهان: زينب - ناصر سيف:خضر بيه - عزة بهاء: جلنار | الزعماء - محمد كامل:الشيخ عبد الله النديم - أحمد الشافعي: مصطفى كامل - صلاح رشوان - أحمد فؤاد سليم | رجال التنوير - أيمن عزب:أحمد لطفي السيد - هاني كمال:أحمد شوقي - خالد العيسوي: حافظ إبراهيم | العائلة الملكية - سعيد عبد الغني:مصطفى فهمي باشا - أحمد شاكر عبد اللطيف: الخديوي عباس حلمي الثاني - خالد الصاوي: - مصطفى طلبة:عبد الرحيم بك أحمد |

| بالإشتراك مع - هبة توفيق:صفية زغلول - رجاء أمين:ام حسن - نرمين زعزع:جوليا زوجة حسن - حسن كامي: لورد كرومر - سامي عبد الحليم - محمد أبو داوود | - فاروق الدمرداش - محمد البيطار - جلال عبد القادر - ماهيتاب صادق - مديحة البكري | ضيوف الحلقات - بسام رجب - عثمان محمد علي:الشيخ السادات - محمد ريحان - شريف حلمي | - رؤوف مصطفى - عبد الغني ناصر - يوسف فوزي - عاطف طنطاوي | - راندا عوض - حمدي السخاوي - فكري صادق - محمود طوبار | - محمد مرزبان - سمير فهمي - ماجدة منير - فيولا | - نور قدري - أحمد إبراهيم: عبده الحامولي - حمدي هاشم: سلامة حجازي |

تمثيل: إبراهيم الدالي - إبراهيم بعلوشة - أحمد السلكاوي - أحمد الطاهر - أحمد بيومي - أحمد حواش - أحمد عطية - اشرف بغدادي - أشرف سرحان - أشرف صيام - ألفريد كمال - إيمان سمير - أيمن أبو ليله - أيمن حموده - بدر خميس - جمال يوسف - جميلة عزيز - حسن العدل - حسين محمود - حمادة عبد الحليم - حمدي إسماعيل - حمدي السلكاوي - خالد العشري - خالد عبد الغفار - رشدي عسكر - رفيق محسن - سعد عبد العظيم - سمير العربي - سمير الليثي - سمير رامي - سمير زين - سيد طنطاوي - طارق الباجوري - طارق زهدي - طارق سليمان - طلعت الشريف - عاصم نجاتي - عاطف كساب - عبد الرحيم حسن - عبد السلام الدهشان - عبد القوي سيد - عبد المحسن سليم - علاء الدين شاكر - علي السيد - عيد أبو الحمد - غادة فلفل - فتحي السجان - فتحي فياض - كمال الألفي - لبنى عبد العزيز - لطفي فرحات - ليلى صدقي - مجدي سعيد - محسن منصور - محمد أبو سريع - محمد إمام - محمد سعيد عبودة - محمد عبد الحليم - محمد مجدي صلاح - محمد نصر الدين - محمود صابر - محمود عبد الغفار - محمود علوان - مصطفى عكاشة - ممدوح عدلي كاسب - مهجة عبد الرحمن - نبيل الديب - نهير أمين - هالة الزيني - هبه عبد الغني - هشام عثمان - يوسف إسماعيل - يوسف العسال - عادل شعبان: طالب جامعي ثوري - رفعت فياض - محمد الجنايني - هشام أحمد - مراد فكري صادق: حسن
الأطفال: أحمد حسام الدين - أحمد عبد الصبور - أشرقت السرساوي - شاهستا هشام - شاهندة محمد - عمر عبد الصبور - محمد صفوت - مروان إسماعيل - منة الله حسن - مي الشيمي - هبة مجدي - هديل عادل - ياسمين مجدي

## فريق العمل
- محمد السيد عيد: قصة وسيناريو وحوار
- إنعام محمد علي: مخرج
- إبراهيم فخر: مخرج منفذ
- صابر الحمامي: كوافير
- عمار الشريعى: الألحان والموسيقى التصويرية

## تاريخ عرض المسلسل
06 نوفمبر 2002